# Chlístov (Hořičky)
Chlístov (německy Chlistau) je malá vesnice, část obce Hořičky v okrese Náchod. Nachází se asi 600 m západně od Hořiček. V roce 2015 zde bylo evidováno 52  adres.